# Seyda Perînçek
 (novembre 2023).
Pour les articles homonymes, voir Perînçek.
Seyda Perînçek, né en 1978 dans à Derik (province de Mardin), est un chanteur et compositeur kurde.

## Biographie
Asil naît en 1978 dans une famille d'origine kurde dans le district de Derik (province de Mardin, au sud-est de l'Anatolie en Turquie).
Il s'intéresse à la musique kurde depuis son enfance, et commence la musique en 2010. Il se fait connaître pour ses chansons telles que Ez nema ez im, Erdalê  Pirsûsî, Ez gerrilla me et Ne Xema Yerê Ye.
Seyda Perinçek quitte la Turquie quelques années plus tard et s'installe en Allemagne. Il s'installe ensuite en Suisse, où il vit toujours. Sa fille Lavin est musicienne comme lui.

## Albums
- Tu Wateyî (2010)
- Berxo (2019)
- Evîna Windayî
- Kolan

## Clips
- Oy Xezalê
- Çar Demsal (avec Pinar Şahîn) (2017)
- Çev Zeytûna Min (2019) (acoustique)
- Ez yekim (2017)
- Derdo (avec Havin - 2022)

## Chansons
- Baz û Kevok
- Qehwa Mira yê[3]

## Source
- « Seyda Perinçek », sur YouTube (consulté le 31 décembre 2023)

1. ↑  (tr) « Seyda Perinçek kimdir? Nerelidir? », sur Kürtler.com, 15 novembre 2023 (consulté le 15 novembre 2023).
2. ↑  (tr) « Seyda Perinçek kimdir? », sur Sabah, 20 novembre 2015 (consulté le 15 novembre 2023).